# ماركو سورينسن
ماركو سورينسن (بالدنماركية: Marco Sørensen)‏ هو سائق سباق دنماركي، ولد في 6 سبتمبر 1990 في آلبورغ في الدنمارك.

## وصلات خارجية
- الموقع الرسمي
- ماركو سورينسن على موقع Racing-Reference.info (الإنجليزية)
- ماركو سورينسن على موقع DriverDB.com (الإنجليزية)